# DM i cykelcross 2018
Danmarksmesterskaberne i cykelcross 2018 var den 49. udgave af DM i cykelcross. Mesterskabet fandt sted 14. januar 2018 på en 2,9 km lang rundstrækning ved Absalonskolens arealer i Holbæk.
Hos kvinderne vandt Malene Degn det andet danmarksmesterskab i træk. De seneste to års vinder Simon Andreassen stillede ikke til start hos herrerne, og Sebastian Fini vandt DM for første gang i karrieren.

## Resultater
| Event        | Guld           | Sølv           | Bronze                |
| ------------ | -------------- | -------------- | --------------------- |
| Herrer       |                |                |                       |
| Herrer elite | Sebastian Fini | Kenneth Hansen | Niels Bech Rasmussen  |
| U23 Herrer   | Jonas Lindberg | Carl Sørensen  | Andreas Lund Andresen |
| Herrejunior  | Joshua Gudnitz | Ian Millennium | Mikkel Bertelsen      |
| Damer        |                |                |                       |
| Damer elite  | Malene Degn    | Caroline Bohé  | Kristina Thrane       |